# Jabluniv (okres Mukačevo)
Jabluniv, česky také Velká Almaš nebo Jablonovo, ukrajinsky Яблунів, rusínsky Яблонов, maďarsky Beregnagyalmás, je obec ve vesnické komunitě Vyšný Koropec (ukrajinsky Верхній Коропець), v mukačevském okrese Zakarpatské oblasti Ukrajiny. V roce 2025 zde žilo 637 obyvatel. Součástí obce je ves Novoselycja, ve které v roce 2025 žilo 267 obyvatel.

## Historie
První písemná zmínka o této obci pochází z roku 1682. Před uzavřením Trianonské smlouvy byla obec součástí Uherska. Poté byla součástí první československé republiky. V roce 1921 zde stálo 98 domů a žilo zde 536 obyvatel, z toho 419 Rusínů a 108 Židů. Od roku 1945 byla obec součástí Ukrajinské sovětské socialistické republiky, která byla součástí SSSR, a nakonec od roku 1991 je součástí samostatné Ukrajiny.